# 6867 Кувано
6867 Кувано (6867 Kuwano) — астероїд головного поясу, відкритий 28 березня 1992 року.
Тіссеранів параметр щодо Юпітера — 3,343.